# ФАБ-50
ФАБ-50 (від рос. Фугасная авиационная бомба-50) — серія некерованих радянських та російських авіабомб загального призначення, створених наприкінці 1920-х років. У численних кількостях використовувалася під час Другої світової війни. Було випущено не менше 25 варіантів.

## Моделі
Неповний список.
| Позначення | Індекс ГУАС                               | Загальна довжина, мм | Діаметр, мм | Повна маса, кг | Маса ВР, кг | Рік  | Примітки |
| ---------- | ----------------------------------------- | -------------------- | ----------- | -------------- | ----------- | ---- | --- |
| ФАБ-50 ШГ  | 7-Ф-247 7-Ф-281                           | 938                  | 240         | 49,6           | 26,35       | 1943 | Клепаний сталевий корпус із п'яти частин                                                                                |
| ФАБ-50 СВ  | 55-Ф-251 7-Ф-251                          | 941                  | 240         | 49,76          | 26,35       | 1929 | Кований сталевий корпус, приклепане хвостове оперення                                                                   |
| ФАБ-50 ЦК  | 7-Ф-251Ц                                  | 950                  | 219         | 60             | 25          | 1938 | Лита сталь, хвостове оперення приклепано                                                                                |
| ФАБ-50 СЧ  | 7-Ф-258                                   | 907-929              | 219         | 65,4           | 24          | 1940 | Лита сталь, хвостове оперення кріпиться сталевим ременем                                                                |
| ФАБ-50 СЛ  | 7-Ф-259                                   | 950                  | 219         | 63-65          | 25          | 1940 | Лита сталь, хвостове оперення приклепано. Схожий на ЦК, але виготовлений на заводі Ростсільмаш                          |
| ФАБ-50 М   | 3-0765                                    |                      |             |                |             | 1940 | |
| ФАБ-50 М2  | 3-47                                      | 1249-1273            | 150,6       | 43,7           | 6,9         | 1934 | 152-мм артилерійські снаряди, перероблені на авіаційні бомби. Обмежене виробництво. Використовувалися переважно на По-2 |
| ФАБ-50 М3  | 3-48                                      | 1335-1358            | 151,6       |                |             | 1936 | 152-мм артилерійські снаряди, перероблені на авіаційні бомби. Обмежене виробництво. Використовувалися переважно на По-2 |
| ФАБ-50 М4  | 3-49                                      |                      |             |                |             | 1936 | 152-мм артилерійські снаряди, перероблені на авіаційні бомби. Обмежене виробництво. Використовувалися переважно на По-2 |
| ФАБ-50 М5  | 7-Ф-257                                   |                      |             |                |             | 1936 | 152-мм артилерійські снаряди, перероблені на авіаційні бомби. Обмежене виробництво. Використовувалися переважно на По-2 |
| ФАБ-50 М6  | 3-51                                      | 1170-1184            | 152,4       | 44,6           |             | 1936 | 152-мм артилерійські снаряди, перероблені на авіаційні бомби. Обмежене виробництво. Використовувалися переважно на По-2 |
| ФАБ-50 М7  | 3-52                                      | 1336-1380            | 155         | 48,8           |             | 1936 | 152-мм артилерійські снаряди, перероблені на авіаційні бомби. Обмежене виробництво. Використовувалися переважно на По-2 |
| ФАБ-50 М8  | 3-53                                      |                      |             |                |             | 1936 | 152-мм артилерійські снаряди, перероблені на авіаційні бомби. Обмежене виробництво. Використовувалися переважно на По-2 |
| ФАБ-50 М9  | 7-Ф-262 7-Ф-248 7-Ф-249                   | 966                  | 152         | 42             | 8,8         | 1941 | 152-мм артилерійські снаряди, перероблені на авіаційні бомби. Обмежене виробництво. Використовувалися переважно на По-2 |
| ФАБ-50 ТР  | 7-Ф-244 7-Ф-244д 7-Ф-245 7-Ф-245д 7-Ф-246 | 920                  | 105-152     | 45             | різний      | 1943 | Захоплені французькі, британські, німецькі та румунські артилерійські снаряди, перероблені на авіаційні бомби           |